# Saint-Aubin-des-Coudrais
Pour les articles homonymes, voir Saint-Aubin.
Saint-Aubin-des-Coudrais est une commune française, située dans le département de la Sarthe en région Pays de la Loire, peuplée de 916 habitants. Elle fait partie depuis 1997 de la Communauté de communes du Pays de l'Huisne Sarthoise.
Bien que située dans la région naturelle du Perche sarthois, la commune s'inscrit dans la province historique du Maine.

## Géographie
La commune appartient au Perche et dépend du canton de La Ferté-Bernard.
| Saint-Georges-du-Rosay | Dehault                  |                  |
| La Bosse               | Saint-Aubin-des-Coudrais | La Ferté-Bernard |
|                        | Saint-Martin-des-Monts   |                  |

### Climat
Pour des articles plus généraux, voir Climat des Pays de la Loire et Climat de la Sarthe.
En 2010, le climat de la commune est de type climat océanique dégradé des plaines du Centre et du Nord, selon une étude du CNRS s'appuyant sur une série de données couvrant la période 1971-2000. En 2020, Météo-France publie une typologie des climats de la France métropolitaine dans laquelle la commune est exposée à un climat océanique altéré et est dans la région climatique  Moyenne vallée de la Loire, caractérisée par une bonne insolation (1 850 h/an) et un été peu pluvieux. 
Pour la période 1971-2000, la température annuelle moyenne est de 11,1 °C, avec une amplitude thermique annuelle de 14,6 °C. Le cumul annuel moyen de précipitations est de 730 mm, avec 11,7 jours de précipitations en janvier et 7,4 jours en juillet. Pour la période 1991-2020, la température moyenne annuelle observée sur la station météorologique de Météo-France la plus proche, sur la commune de Cormes à 9 km à vol d'oiseau, est de 11,4 °C et le cumul annuel moyen de précipitations est de 759,0 mm,. Pour l'avenir, les paramètres climatiques de la commune estimés pour 2050 selon différents scénarios d'émission de gaz à effet de serre sont consultables sur un site dédié publié par Météo-France en novembre 2022.

## Urbanisme

### Typologie
Au 1er janvier 2024, Saint-Aubin-des-Coudrais est catégorisée commune rurale à habitat dispersé, selon la nouvelle grille communale de densité à sept niveaux définie par l'Insee en 2022.
Elle est située hors unité urbaine. Par ailleurs la commune fait partie de l'aire d'attraction de La Ferté-Bernard, dont elle est une commune de la couronne,. Cette aire, qui regroupe 37 communes, est catégorisée dans les aires de moins de 50 000 habitants,.

### Occupation des sols
L'occupation des sols de la commune, telle qu'elle ressort de la base de données européenne d’occupation biophysique des sols Corine Land Cover (CLC), est marquée par l'importance des territoires agricoles (92,4 % en 2018), une proportion sensiblement équivalente à celle de 1990 (93 %). La répartition détaillée en 2018 est la suivante : 
terres arables (47,3 %), prairies (32,8 %), zones agricoles hétérogènes (12,2 %), forêts (5 %), zones urbanisées (2,7 %). L'évolution de l’occupation des sols de la commune et de ses infrastructures peut être observée sur les différentes représentations cartographiques du territoire : la carte de Cassini (XVIIIe siècle), la carte d'état-major (1820-1866) et les cartes ou photos aériennes de l'IGN pour la période actuelle (1950 à aujourd'hui).

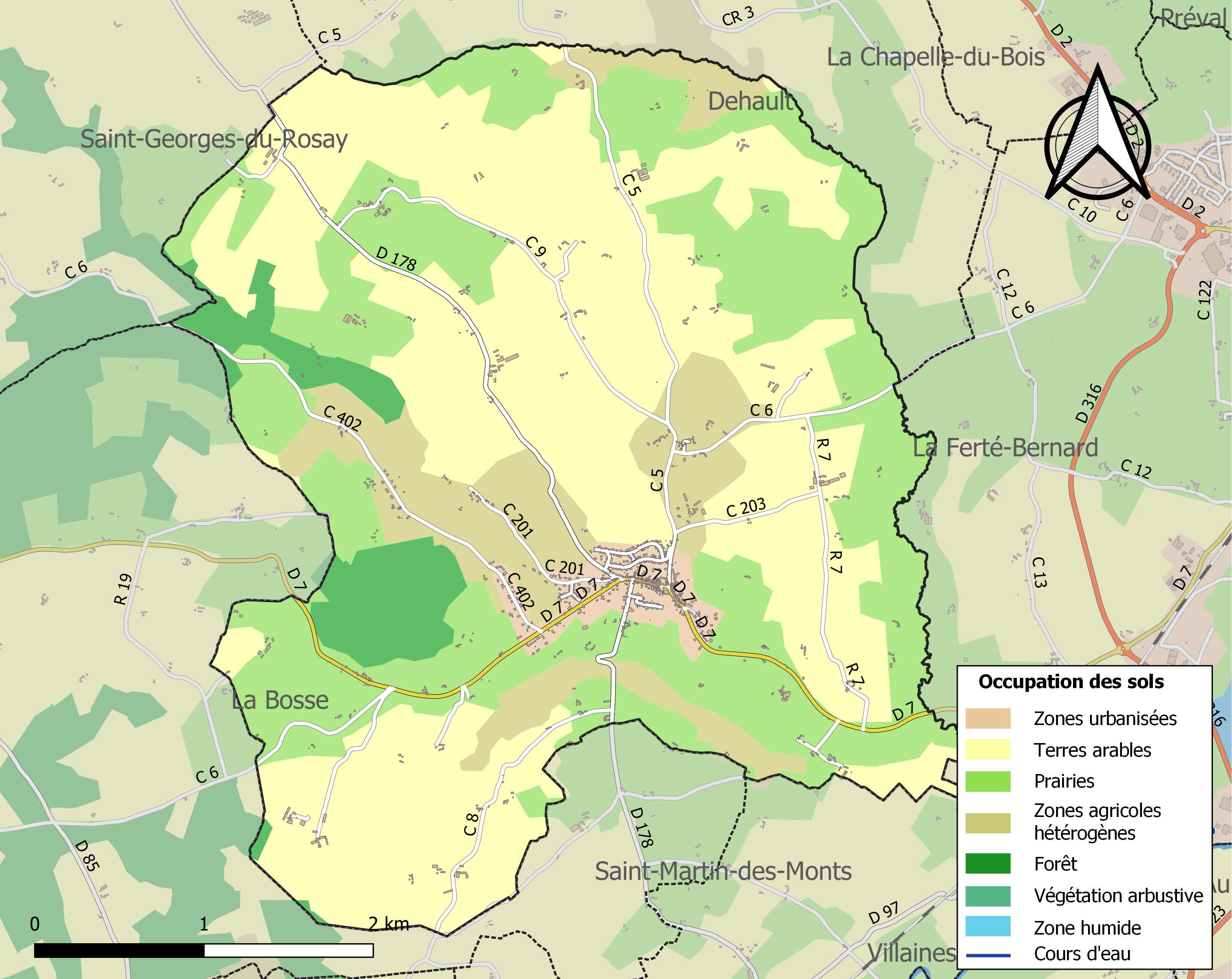
Carte des infrastructures et de l'occupation des sols de la commune en 2018 (CLC).

## Toponymie
La commune tire son nom d'Aubin d'Angers, saint catholique (v.468-550), et des Coudrais, désignant le coudrier, ancien nom du noisetier.

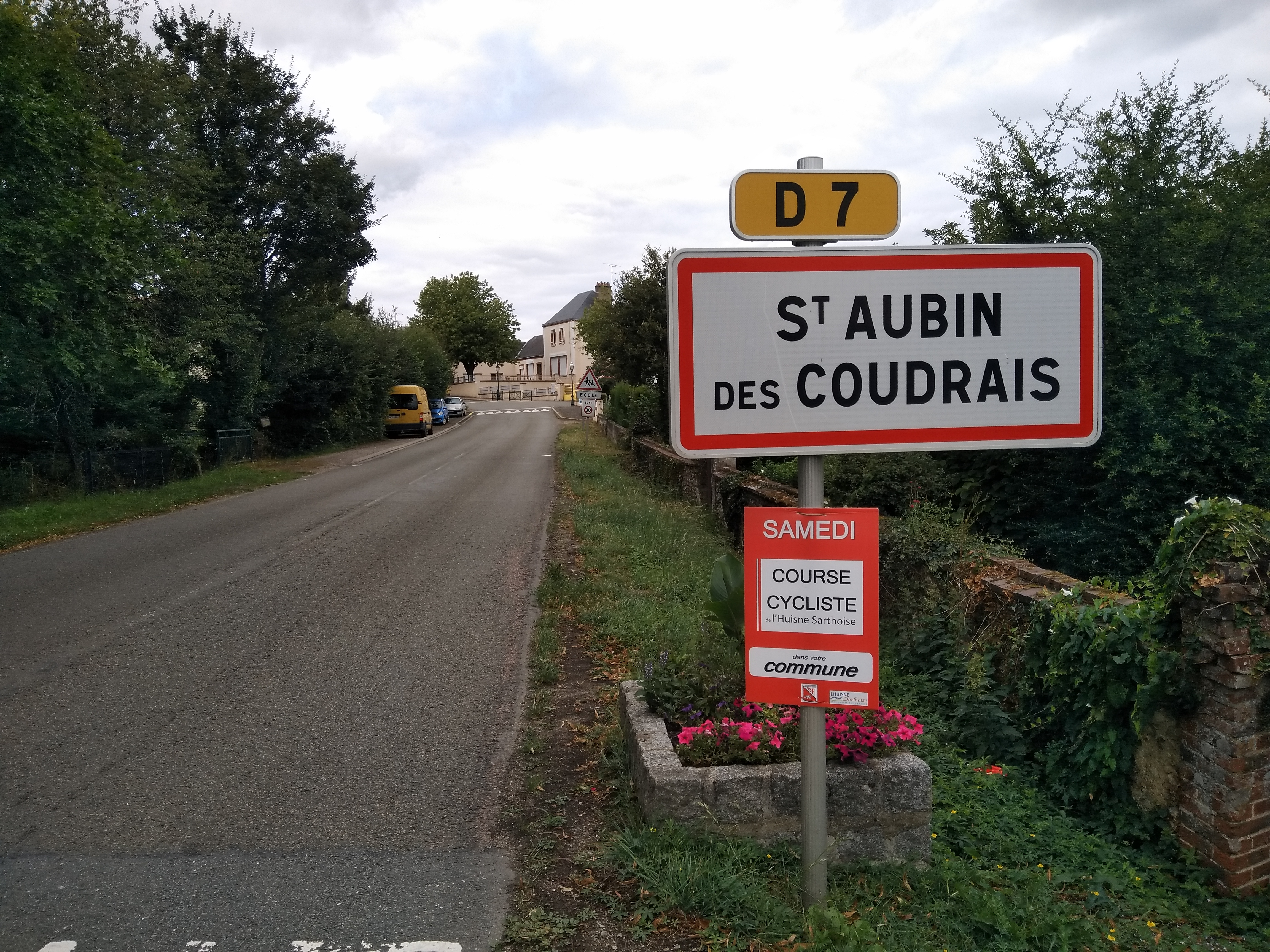
Panneau d'entrée dans la commune.

Le gentilé est Saint-Aubinois.

## Politique et administration
| Période                                  | Période   | Identité           | Étiquette | Qualité     |
| ---------------------------------------- | --------- | ------------------ | --------- | ----------- |
| mars 1989                                | mars 2014 | Jean-Louis Bruneau | SE        | Agriculteur |
| mars 2014                                | En cours  | Michèle Legesne    | SE        | Médecin     |
| Les données manquantes sont à compléter. |           |                    |           |             |

Le nombre d'habitants, au dernier recensement, étant compris entre 500 et 1499, le nombre de membres du conseil municipal est de 15.

## Économie

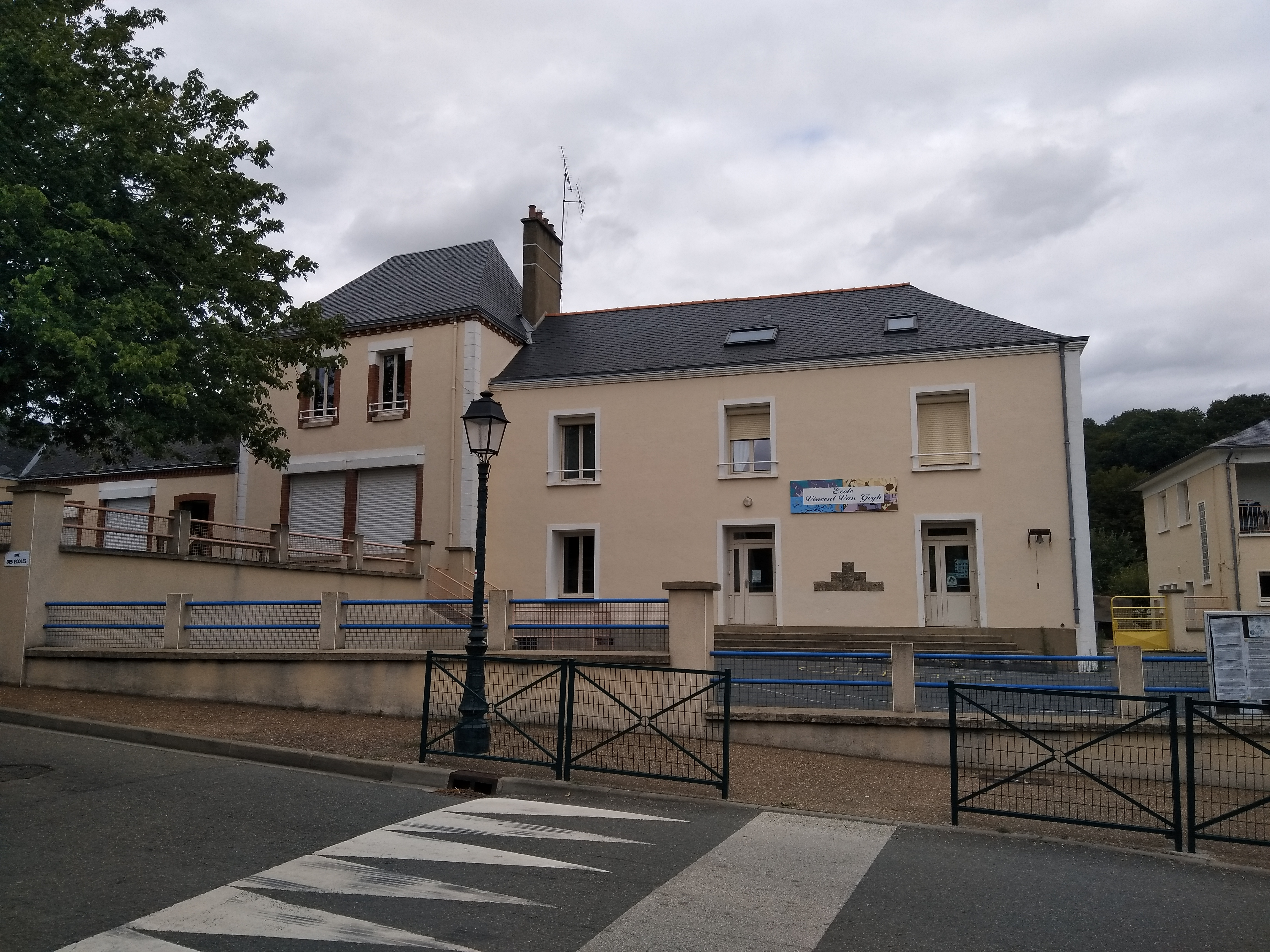
L'école primaire Vincent Van Gogh.

## Démographie
L'évolution du nombre d'habitants est connue à travers les recensements de la population effectués dans la commune depuis 1793. Pour les communes de moins de 10 000 habitants, une enquête de recensement portant sur toute la population est réalisée tous les cinq ans, les populations de référence des années intermédiaires étant quant à elles estimées par interpolation ou extrapolation. Pour la commune, le premier recensement exhaustif entrant dans le cadre du nouveau dispositif a été réalisé en 2004.
En 2022, la commune comptait 916 habitants, en évolution de +0,33 % par rapport à 2016 (Sarthe : −0,25 %, France hors Mayotte : +2,11 %).
| 1793  | 1800  | 1806  | 1821  | 1831  | 1836  | 1841  | 1846  | 1851  |
| ----- | ----- | ----- | ----- | ----- | ----- | ----- | ----- | ----- |
| 1 028 | 1 127 | 1 134 | 1 132 | 1 133 | 1 201 | 1 182 | 1 190 | 1 163 |

| 1856  | 1861  | 1866  | 1872  | 1876  | 1881  | 1886  | 1891  | 1896  |
| ----- | ----- | ----- | ----- | ----- | ----- | ----- | ----- | ----- |
| 1 140 | 1 140 | 1 160 | 1 102 | 1 112 | 1 015 | 1 033 | 1 030 | 1 046 |

| 1901  | 1906  | 1911  | 1921 | 1926 | 1931 | 1936 | 1946 | 1954 |
| ----- | ----- | ----- | ---- | ---- | ---- | ---- | ---- | ---- |
| 1 098 | 1 128 | 1 149 | 987  | 980  | 888  | 809  | 769  | 745  |

| 1962 | 1968 | 1975 | 1982 | 1990 | 1999 | 2004 | 2006 | 2009 |
| ---- | ---- | ---- | ---- | ---- | ---- | ---- | ---- | ---- |
| 725  | 655  | 620  | 716  | 757  | 883  | 936  | 953  | 961  |

| 2014 | 2019 | 2022 | - | - | - | - | - | - |
| ---- | ---- | ---- | - | - | - | - | - | - |
| 925  | 912  | 916  | - | - | - | - | - | - |

## Lieux et monuments

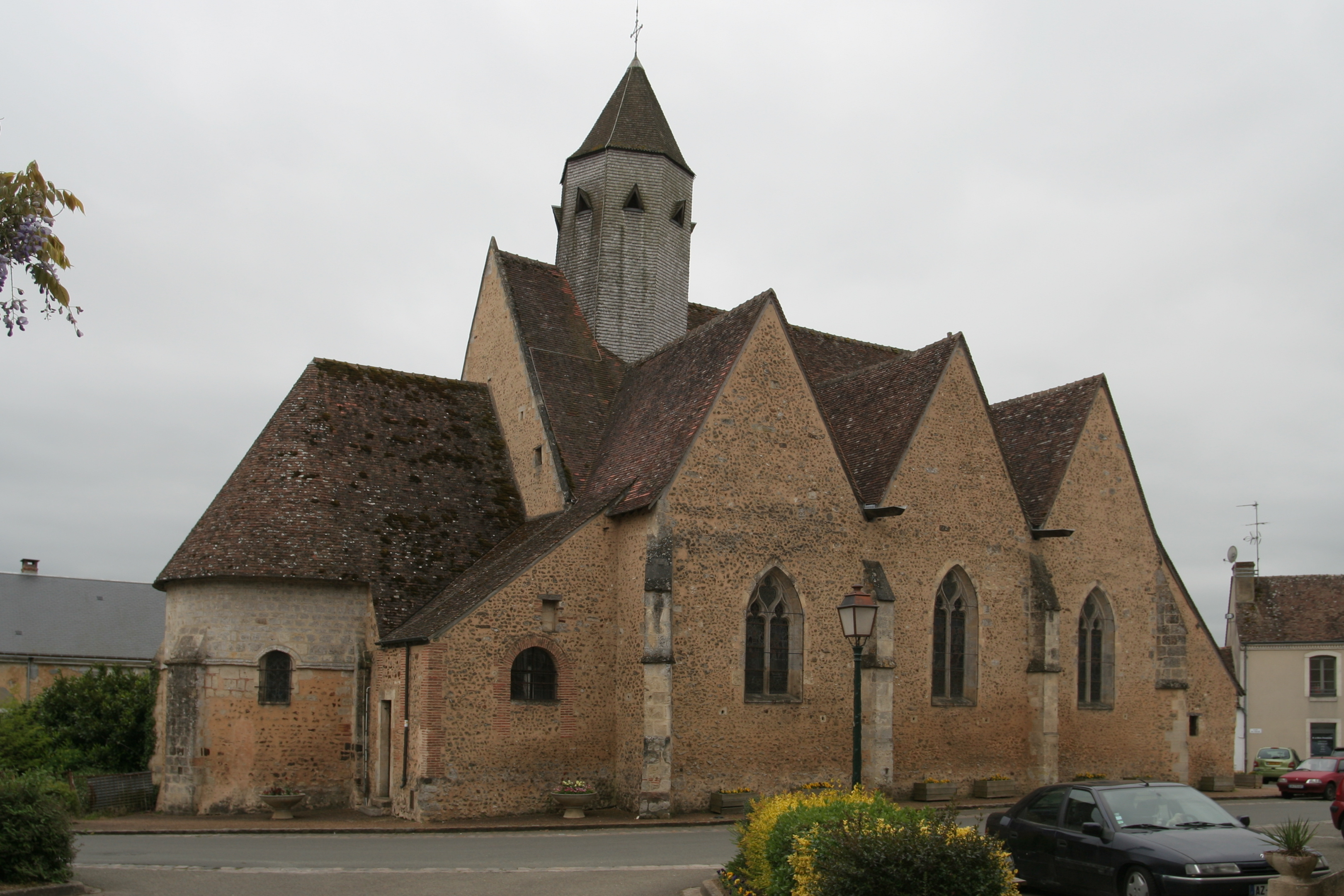
L'église Saint-Aubin.

- Église Saint-Aubin, édifiée entre le XIIe et le XVIe siècle, classée au titre des monuments historiques par arrêté du 11 mai 1976[22].